# Hemiophthalmocoris
Hemiophthalmocoris is een geslacht van wantsen uit de familie van de Miridae (Blindwantsen). Het geslacht werd voor het eerst wetenschappelijk beschreven door Karl Alfred Poppius in 1912.

## Soorten
Het genus bevat de volgende soorten:

- Hemiophthalmocoris abbreviatus Gorczyca, 2000
- Hemiophthalmocoris asthenops Gorczyca, 2000
- Hemiophthalmocoris buchaczi Gorczyca, 2000
- Hemiophthalmocoris caligans Schmitz, 1970
- Hemiophthalmocoris convexus Gorczyca, 2000
- Hemiophthalmocoris frontalis Gorczyca, 2000
- Hemiophthalmocoris longirostris Schmitz, 1970
- Hemiophthalmocoris lugubris Poppius, 1912
- Hemiophthalmocoris micropterus Gorczyca, 2000
- Hemiophthalmocoris minor Gorczyca, 2000
- Hemiophthalmocoris niger Gorczyca, 2003
- Hemiophthalmocoris parvulus Gorczyca, 2000
- Hemiophthalmocoris raunoi Wolski, Gorczyca & Herczek, 2016
- Hemiophthalmocoris sulawesicus Gorczyca & Chérot, 2002